# JAADTOLY
 (juin 2015).
Si vous disposez d'ouvrages ou d'articles de référence ou si vous connaissez des sites web de qualité traitant du thème abordé ici, merci de compléter l'article en donnant les références utiles à sa vérifiabilité et en les liant à la section « Notes et références ».
JAADTOLY (J'aime autant de t'ouvrir les yeux) est une série télévisée belge humoristique du style « Arts et essai » créée par Stefan Liberski et Frédéric Jannin en 1993 après la disparition du groupe d'humoristes Les Snuls dont ils faisaient partie.
La série fut diffusée entre 1995 et 1998 sur Canal+ Belgique, puis est sortie en VHS et DVD.

## Distribution
- Stefan Liberski
- Frédéric Jannin
- Laurence Bibot
- Bouli Lanners

## Les principaux sketches récurrents
- F&S : Sketch commençant par le gimmick « Bonjour bonjour ». Jannin (F) et Liberski (S) sont habillés avec leurs cols maintenus au niveau du crâne par un béret. Ils discutent sur divers moyens complètement loufoques « pour d'être très connu », ou « pour de décrocher la timbale ».
- Bib et Bib : Sketch où Laurence Bibot joue deux personnages au fort accent bruxellois filmés alternativement : un archétype de banlieusard et un de ses amis.
- Froud et Stouf : Dessin animé représentant deux chiens dessinés au trait (par F. Jannin) dont seules la bouche et la queue bougent. Les voix sont de Jannin et Liberski.
- Sukses et Wickes : Jannin et Liberski sont montrés alternativement au téléphone en train de se parler de sujets liés à la consommation, et, souvent, au bricolage (Ces deux noms sont une déformation en pseudo-dialecte bruxellois des noms originaux des deux héros de bande dessinée belge flamande "Suske en Wiske", classique de la 2e moitié du XXe siècle, connus en français sous les noms Bob et Bobette, qui est aussi le titre de cette série BD pour enfants créée par Willy Vandersteen. Cela dit, il n'y a pas dans l'œuvre de Jannin et Liberski de réelle référence à la bande dessinée en question, si ce n'est une appartenance notoire à la culture populaire belge. Il peut également plus simplement s'agir d'un jeu de mots avec l'enseigne anglaise de bricolage "Wickes" qui possédait jusqu'au milieu des années 90 un magasin en périphérie bruxelloise). Cette série de sketches fut reproduite par les auteurs pour la radio (RTBF), sous le titre "Allo c'est moi", sponsorisée par la compagnie privée de téléphonie Belgacom (ayant repris l'ancien opérateur public belge RTT). Les meilleurs sketches de "Allo c'est moi" furent sortis en un CD du même titre, toujours dans les années 1990. Il est de plus indéniable que le style de "Allo c'est moi" influa, et influe encore à ce jour (ceci est rédigé en 2012), sur plusieurs campagnes de publicité en Belgique, ou dans d'autres pays francophones dès lors qu'il est question de vendre des produits belges. L'accent bruxellois et un rythme d'élocution particulier en sont des marques de fabrique immanquables.
- Nom de dieu : Séquence où des figurants involontaires sont filmés et sur laquelle on a ajouté une bande son agrémentée de plusieurs « nom de dieu » parfois combinée à un monologue fictif (par exemple: une vieille femme courbée, filmée à son insu, traversant un passage pour piétons, sur l'image de laquelle est ajoutée une pseudo-voix intérieure, rythmée sur ses pas, scandant: "nom de Dieu, nom de Dieu, nom de Dieu j'ai des belles chaussures !".
- Un beau chapeau: deux personnages improbables, affublés de couvre-chefs loufoques et toujours différents, lesdits couvre-chefs (conçus par le chapelier belge Elvis Pompilio) remplissant la plus grande partie de l'image, s'entretiennent d'évènements extraordinaires, convenant que ces évènements n'ont rien d'impressionnant ("Quand (…), ça m'a pas impressionné"), et concluant invariablement par la constatation : « Il n'y a plus rien qui m'impressionne… sauf peut-être… un beau chapeau. »